# サンディマス (カリフォルニア州)
サンディマス（San Dimas）は、アメリカ合衆国カリフォルニア州のロサンゼルス郡にある都市。人口は3万4924人（2020年）。ダウンタウン・ロサンゼルスの東45キロメートルに位置している。

## 歴史
1887年に鉄道が開通し、農作物の輸送が可能になったことから果樹園が開拓された。オレンジやレモンが栽培された。サンキスト・グローワーズの食品加工所がありマーマレードを製造した。第二次世界大戦後は住宅地に転換された。1960年に法人化し「サンディマス市」が誕生した。市名はキリスト教の聖人ディスマスのスペイン語読みである。

## 地理
サンガブリエル山脈の山嶺に緑豊かな住宅地が広がっている。富裕層の住民が多い。

## 交通
ロサンゼルス郡都市圏交通局A線が2025年に延伸され、市内に駅ができる。

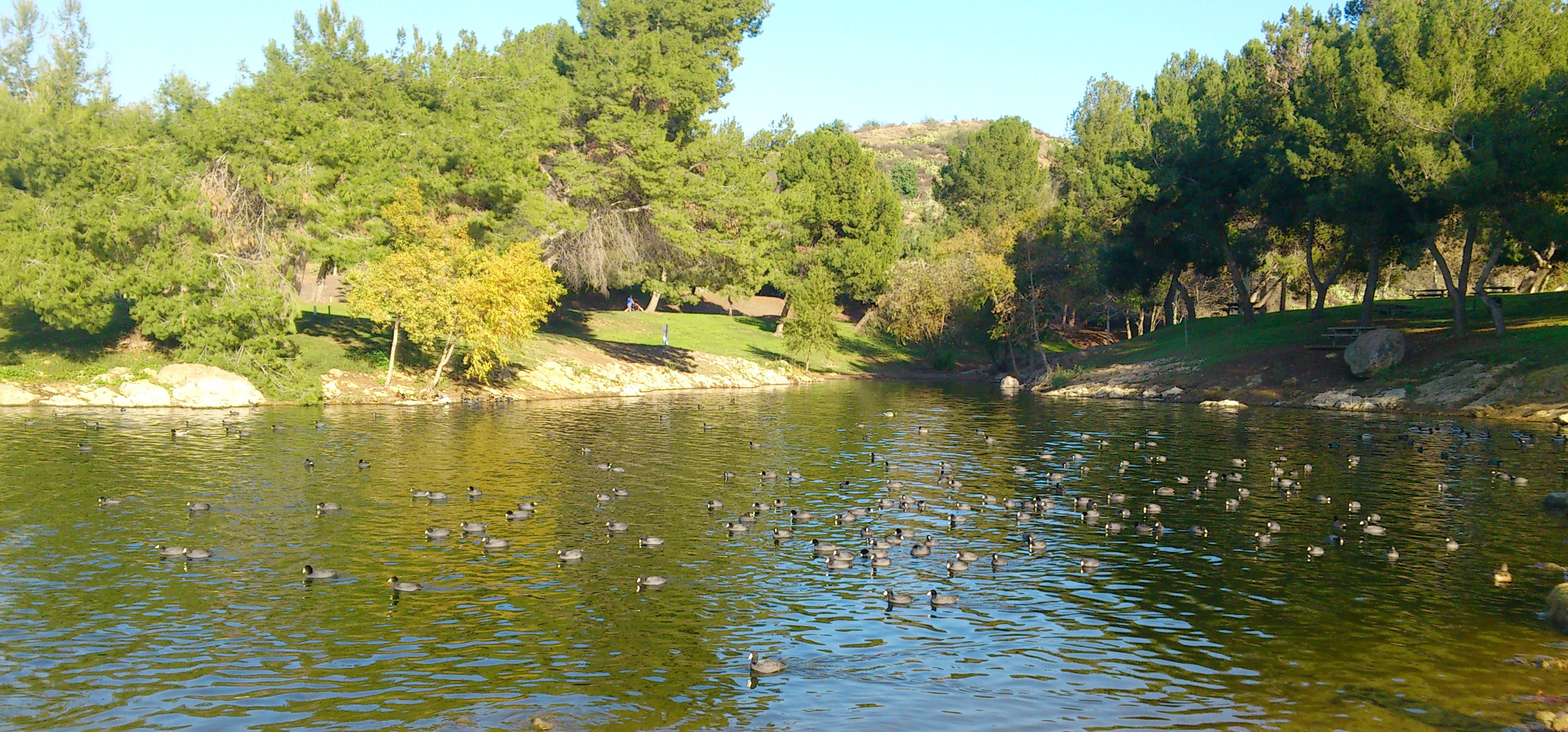
フランク・ボネリ公園

## 関係者
- ピーター・ランバート：野球選手
- アレックス・モーガン：サッカー選手
- ブレット・ピル：野球選手